# Даре
Даре (итал. Darè) је насеље у Италији у округу Тренто, региону Трентино-Јужни Тирол.
Према процени из 2011. у насељу је живело 242 становника. Насеље се налази на надморској висини од 606 м.

## Становништво
| 1931. | 1936. | 1951. | 1961. | 1971. | 1981. | 1991. | 2001. | 2011. |
| ----- | ----- | ----- | ----- | ----- | ----- | ----- | ----- | ----- |
| 236   | 182   | 202   | 220   | 203   | 222   | 188   | 203   | 254   |